# Mosquée Al Badr d'Amiens
La mosquée Al Badr est un édifice religieux musulman situé dans le quartier nord (Le Pigeonnier) de la ville d'Amiens dans le département de la Somme.

## Situation
La mosquée est située rue Winton Churchill dans un quartier populaire du nord de la ville d'Amiens, familièrement appelé Le Pigeonnier.

## Histoire
La mosquée Al Badr est un lieu de culte musulman sunnite construit et gérée par l'Association cultuelle et culturelle des Marocains d'Amiens.